# Вязовый (Пензенская область)
 Вязовый  — поселок в Пачелмском районе Пензенской области. Входит в состав Белынского сельсовета.

## География
Находится в западной части Пензенской области на расстоянии приблизительно 17 км на юг-юго-восток от районного центра поселка Пачелма.

## История
Известен с 1926 года. В 1955 году колхоз имени Маленкова. В 2004 году — 3 хозяйства.

## Население
Численность населения: 107 человек (1926 год), 353 (1930), 242 (1959), 171 (1979), 24 (1989), 5 (1996). Население составляло 8 человек (русские 100 %) в 2002 году, 4 в 2010.